# Vince Conti
Vincent Thomas Conti (* 22. November 1930; † 5. September 2018) war ein US-amerikanischer Schauspieler und Fotograf.

## Leben
Conti spielte zwischen 1974 und 1978 in 92 Episoden der erfolgreichen Krimiserie Kojak – Einsatz in Manhattan die Rolle des Detective Rizzo. Bei einem 1985 entstandenen auf der Serie basierenden Fernsehfilm war er erneut in seiner alten Rolle zu sehen, in weiteren Fortsetzungen war er nicht mehr dabei. Stattdessen konzentrierte er sich auf seine Karriere als Fotograf. 1993 wurde er für seine Verwicklung in den Callgirl-Ring von Heidi Fleiss zu drei Jahren Gefängnis verurteilt.

## Filmografie
- 1974–1978: Kojak – Einsatz in Manhattan (Kojak) (Fernsehserie)
- 1985: Mord im Exil (Kojak: The Belarus File) (Fernsehfilm)